# Русско-турецкие войны
Ру́сско-туре́цкие во́йны (тур. Osmanlı-Rus Savaşları, осман. حروب عثمانیهٔ روسیه‎ / Hurub-i Osmāniyye-i Rusiye) — ряд военных конфликтов между Русским царством, с 1721 года  Российской империей и Османской империей в XVI—XX веках. До 1774 года в них постоянно участвовал и вассал Османской империи — Крымское ханство.
Войны шли за контроль над Причерноморьем и Кавказом, за права судоходства в черноморских проливах, права христиан в пределах Османской империи и право покровительства им русского монарха, а во второй половине XIX века и за их освобождение от османского господства и включение в орбиту влияния России (Восточный вопрос); в ходе Первой мировой войны русским правительством рассматривалась возможность овладения Константинополем и проливами.
В общем счёте, русско-турецкие войны охватывают период длительностью 351 год (1568—1918 годы). За этот период Россия и Турция находились в состоянии войны 69 лет. В среднем, одну русско-турецкую войну от другой отделяло всего 25 лет.
Это был один из самых продолжительных военных конфликтов в истории Европы. За исключением Прутской кампании 1711 года и Крымской войны, которую часто рассматривают как отдельное событие, конфликты закончились стратегическим поражением для находившейся в застое Османской империи; напротив, они продемонстрировали господство России как европейской державы после усилий Петра Великого по модернизации в начале XVIII века.

## Список войн
| Противостояние | Противостояние                        | Противостояние | Противостояние | Противостояние |
| Дата           | Конфликт                              | Противник 1 | Противник 2 | Результат для России |
| -------------- | ------------------------------------- | --- | --- | --- |
| (1568—1570)    | Русско-турецкая война                 | Русское царство - Войско Запорожское | Османская империя - Крымское ханство | Победа Русского государства |
| (1672—1681)    | Русско-турецкая война                 | Русское царство - Левобережное Войско Запорожское - Калмыцкое ханство - Войско Запорожское Низовое - Речь Посполитая (1672—1676) | Османская империя - Крымское ханство - Правобережное Войско Запорожское | Ничья. - Османская империя признала протекторат России над Левобережной Украиной. Россия признала протекторат Османской империи над Правобережной Украиной - Россия возобновила выплату поминок Крымскому ханству - Бахчисарайский мирный договор         |
| (1686—1700)    | Русско-турецкая война                 | Русское царство - Левобережное Войско Запорожское - Калмыцкое ханство - Войско Запорожское Низовое - Речь Посполитая - Священная Римская империя | Османская империя - Крымское ханство - Ханская Украина - Тарковское шамхальство | Победа Русского государства - Константинопольский мирный договор (1700) |
| (1710—1713)    | Русско-турецкая война                 | Русское царство - Войско Запорожское (сторонники Скоропадского) - Калмыцкое ханство - Молдавское княжество (1711) - Княжество-епископство Черногория (1711—1712)                                                                                            | Османская империя - Крымское ханство - Речь Посполитая (сторонники Станислава Лещинского) - Войско Запорожское (сторонники Орлика) - Королевство Швеция | Поражение. Присоединение к Османской Империи Азова и Запорожья - Прутский мирный договор - Адрианопольский мирный договор (1713) |
| (1735—1739)    | Русско-турецкая война                 | Российская империя - Войско Запорожское - Войско Запорожское Низовое - Калмыцкое ханство - Священная Римская империя (с 1737) | Османская империя - Крымское ханство | Победа. Присоединение к Российской империи Азова и Запорожья - Белградский мирный договор (1739) |
| (1768—1774)    | Русско-турецкая война                 | Российская империя - Войско Запорожское (вассал) - Калмыцкое ханство (вассал; до 1770) - Картли-Кахетинское царство (с 1769) - Греческие повстанцы (1770) - Египетские повстанцы (1771—1772) - Левантские повстанцы (1771—1775) - Крымское ханство (с 1771) | Османская империя - Крымское ханство (вассал; до 1771) - Малые Ногаи (вассал; с 1771) - Барская конфедерация (до 1772) | Полная победа Российской империи - Кючук-Кайнарджийский мир |
| (1787—1791)    | Русско-турецкая война                 | Российская империя - Священная Римская империя (1788—1790) - Банатская Сечь - Кочина крайина - Княжество-епископство Черногория | Османская империя - Буджакская орда - Эялет Алжир - Задунайская Сечь - Северокавказские горцы | Победа Российской империи - Ясский мирный договор |
| (1806—1812)    | Русско-турецкая война                 | Российская империя - Молдавское княжество - Княжество Валахия - Княжество-епископство Черногория - Сербские повстанцы | Османская империя • Буджакская орда (вассал) (1806—1807) - Персия - Задунайская Сечь (вассал) | Победа Российской империи - Бухарестский мирный договор (1812) |
| (1828—1829)    | Русско-турецкая война                 | Российская империя - Дунайские казаки (с 10 мая 1828) - Греческая республика | Османская империя - Задунайская Сечь (до 10 мая 1828) | Победа Российской империи - Адрианопольский мирный договор (1829) |
| (1853—1856)    | Крымская война                        | Российская империя - Мегрельское княжество (вассал) При поддержке: - Королевство Греция (1853—1854) - Греческие повстанцы в Эпире, Фессалии, Македонии (1853—1854)                                                                                          | Османская империя - Французская империя (1854—1856) - Британская империя (1854—1856) - Сардинское королевство (1855—1856) При поддержке: - Северо-Кавказский имамат (1853—1855) - Черкесы Абхазское княжество (1855—1856) Дружественный нейтралитет: - Австрийская империя - Королевство Пруссия - Шведско-норвежская уния | Поражение. - Парижский мирный договор (1856) |
| (1877—1878)    | Русско-турецкая война                 | Российская империя - Объединённое княжество Валахии и Молдавии - Княжество Сербия - Княжество Черногория При поддержке: - Болгарское ополчение - Боснийские и герцеговинские повстанцы                                                                      | Османская империя При поддержке: - Дагестанские и чеченские повстанцы - абхазские повстанцы - Польский легион | Полная победа антитурецкой коалиции. - Провозглашение независимости Румынии, Сербии и Черногории - Оккупация Австро-Венгрией Боснии и Герцеговины - Британская оккупация Кипра - Сан-Стефанский мир - Берлинский трактат - Константинопольский мир (1879) |
| (1914—1918)    | Кавказский фронт Первой мировой войны | Российская империя (до 14 сентября 1917) - Российская республика (до 7 ноября 1917) - Закавказский комиссариат (до конца войны) - Добровольческий армянский корпус (1914—1918)                                                                              | Османская империя - Германская империя - Грузия (1918) - Азербайджан (1918) | Ни одна из сторон не добилась победы - Брестский мир - Начало интервенции Турции в Закавказье - Лозаннский мирный договор (1923) |

## Предыстория конфликта
Отношения России с Турцией начались со времени завоевания последней Крыма (Крымское ханство и генуэзский город Кафа) в 1475 году. Поводом к началу отношений послужили притеснения, которым стали подвергаться русские купцы в Азове и Кафе со стороны турок.
В последующем, в XVI—XVII веках русско-турецкие отношения были довольно напряжёнными. Помимо затруднений, которые Турция доставляла России своей постоянной поддержкой крымского хана, явились и новые осложнения: донские казаки, считавшиеся московскими подданными, нападали на турецкий гарнизон Азова, ногайцев, которых султан считал своими подданными, и беспокоили их. В 1637 году донские и запорожские казаки захватили Азов и удерживали его до 1643 года.
Первое вооружённое столкновение русских с турками относится к 1541 году, когда крымцы двинулись на Москву под начальством Сахиба I Гирея, с ними были и турки.
В 1553 году Русское царство начало военные действия против Астраханского ханства, союзного Крыму и Турции, в 1556 году ханство было завоёвано.
В 1556 году крымский хан двинулся против Москвы. Царь Иван Грозный выслал против него воеводу Матвея Ивановича Ржевского, который не только прогнал крымцев, но прошёл и на низовья Днепра, к Очакову, и разбил там турок. В этом походе Ржевскому помогали запорожские казаки. В 1558 году, при новом столкновении с крымцами, на низовья Днепра ходил Данило Адашев, опустошил Крым и взял два турецких корабля.

## XVI век

### 1568—1570 годы
Турецкий султан Сулейман I, занятый другими делами, оставлял пока без внимания все эти завоевания московского войска. Наконец в 1563 году он задумал поход в Астрахань, желая вернуть её. Крымский хан отговаривал султана, боясь его усиления на северных берегах Чёрного моря. Крымскому хану удавалось оттягивать турецкий поход до 1569 года.
Сулейман I умер в 1566 году. Его преемник Селим II поручил ведение похода кафинскому паше Касиму.
Летом 1569 года большое войско под началом Касима-паши, состоявшее из 15 тысяч янычар, двух тысяч сипахов, нескольких тысяч азапов и акынджи, было послано осаждать Астрахань и начать работу по созданию канала, соединяющего Волгу и Дон, в то время как османский флот стоял у Азова, к Астрахани подошло и войско крымского хана.
Однако неожиданная вылазка гарнизона, действия посланного для освобождения Астрахани московского войска воеводы князя Петра Серебряного-Оболенского, заставили турок снять осаду. Русское подкрепление, состоявшее из 15 тысяч человек, разогнало и рассеяло строителей канала и победило 50-тысячную армию крымских татар, посланных на защиту строителей. В то же время османский флот в Азовском море был уничтожен сильным штормом. Отступающая турецкая армия практически полностью погибла от голода и холода в степях.
В 1572 году русские войска разгромили в битве при Молодях татарско-турецкую армию, окончательно закрепив за собой Поволжье.

## XVII век

### 1672—1681 годы
Причиной войны послужила попытка Османской империи вмешаться в русско-польское противостояние и захватить контроль над Правобережной Украиной. В 1669 году гетман Правобережной Украины Пётр Дорошенко стал вассалом Османской империи.
Опираясь на нового союзника, султан Мехмед IV в 1672 году начал войну с Польшей, в результате которой получил под свой контроль Подолию. Успехи турок вызвали озабоченность Москвы, где опасались вторжения турок и в Левобережную Украину, находящуюся под контролем России. Российское правительство объявило войну Османской империи и Крымскому ханству. Донские казаки по указу царя Алексея Михайловича атаковали турецкие владения в устье Дона и на побережье Крыма.
В 1673 году русский отряд под командованием думного дворянина И. С. Хитрово совместно с донскими казаками продолжил боевые действия на юге против турецкого города Азова. С 1673 года, не дожидаясь вторжения турок, русские войска под командованием князя Г. Г. Ромодановского и левобережного гетмана Ивана Самойловича начали совершать походы на Правобережную Украину против турецкого вассала гетмана Дорошенко. В результате в сентябре 1676 года они добились сдачи Чигирина и капитуляции Дорошенко.
Вместо Дорошенко турецкий султан, считая Правобережную Украину своим вассалом, провозгласил гетманом Юрия Хмельницкого и начал поход на Чигирин.
В 1677 году турецкие войска безуспешно осаждали Чигирин и после поражения под Бужином были вынуждены отступить.
В 1678 году туркам удалось захватить Чигирин, а русские войска отошли на Левобережную Украину.
В 1679—1680 годах активных боевых действий не велось и война завершилась подписанием Бахчисарайского мирного договора в январе 1681 года, закрепившего статус-кво.

### 1686—1700 годы
В 1683 году в Европе началась австро-турецкая война. Союзным польско-австрийско-германским войскам под командованием польского короля Яна III Собеского удалось разбить турецкую армию под Веной и снять османскую осаду с города. В следующем году была оформлена Священная лига европейских христианских государств против Османской империи. В антитурецкий союз входили: Священная Римская империя (Габсбургская Австрия), Речь Посполитая и Венецианская республика.
В 1686 году, после подписания Вечного мира, завершившего русско-польскую войну, к Священной лиге присоединилось русское правительство под управлением царевны Софьи Алексеевны.
В ходе войны в 1687 и 1689 годах русские войска под командованием Василия Голицына совместно с запорожскими казаками дважды совершали пешие походы в Крым, но оба раза из-за плохого снабжения водой в условиях ногайских степей были вынуждены повернуть назад.
После свержения Софьи, в первое время молодой Царь Пётр I не собирался возобновлять боевых действий против крымцев. И лишь в 1694 году было принято решение повторить походы на юг. Однако в этот раз было решено попытаться захватить не Перекоп, а крепость Азов.
Первый Азовский поход, начавшийся весной 1695 года, окончился неудачно в сентябре того же года из-за отсутствия флота и неготовности русской армии действовать в отдалении от баз снабжения.
В 1696 году начался второй азовский поход, в ходе которого 40-тысячная русская армия под командованием Алексея Шеина вновь осадила Азов, только на этот раз русская флотилия блокировала крепость с моря. Не дожидаясь штурма, 19 июля 1696 года крепость сдалась.
Успехи сопровождали и действия австрийских войск. В результате в 1699 году австрийцы заключили с турками Карловицкий мир. Русско-турецкие переговоры продолжались чуть дольше и завершились в 1700 году подписанием Константинопольского мирного договора, согласно которому России отходил Азов.

## XVIII век

### 1710—1713 годы
Причинами войны стали интриги укрывавшегося в Османской империи после поражения под Полтавой шведского короля Карла XII, французского посланника в Турции Шарля де Ферриола и крымского хана, а также встречные требования России выслать шведского короля из пределов Османской империи. 20 ноября 1710 года Турция объявила войну России.
Весной 1711 года Пётр I начал Прутский поход русской армии, и к июню 1711 года сосредоточил свои войска у Ясс. Османская армия великого визиря Баталджи паши (около 120 тысяч человек, свыше 440 орудий) 18 июня переправилась через Дунай у Исакчи и соединилась на левом берегу Прута с 70-тысячной конницей крымского хана Девлета II Гирея. Пётр I 30 июня с главными силами (38 тысяч русских, 114 орудий) двинулся по правому берегу Прута и 7 июля достиг Станилешти. Османы переправились через Прут у Фальчи и 8 июля атаковали русский авангард южнее Станилешти. Русские войска отошли в укреплённый лагерь у Новой Станилешти, который 9 июля был окружён противником. Штурм был отражён, турки потеряли 8 тысяч, но положение русских войск стало критическим из-за отсутствия боеприпасов и продовольствия. Были начаты переговоры и 12 июля 1711 года заключён Прутский мирный договор. Русская армия вышла из окружения и вернулась в Россию в боевом порядке, однако взамен Петру пришлось уступить Турции Азов.
Состояние войны продолжалось до 1713 года, так как султан выдвинул новые требования, на которые Россия не согласилась. Адрианопольский мирный договор был заключён на условиях Прутского мирного договора 1711 года.

### 1735—1739 годы
Война 1735—1739 годов проходила в союзе Российской и Австрийской империй против Османской империи. Война была вызвана возросшими противоречиями в связи с итогом войны за польское наследство, а также с непрекращающимися набегами крымских татар на южнорусские земли. Кроме того, война соответствовала долгосрочной стратегии России по обретению выхода к Чёрному морю. Воспользовавшись внутренним политическим конфликтом в Константинополе, Россия начала войну с Турцией.
В 1736 году русская днепровская армия, насчитывавшая 62 тысячи человек, под командованием генерал-фельдмаршала Бурхарда Миниха взяла штурмом османские укрепления у Перекопа, а 17 июня заняла столицу Крымского ханства Бахчисарай. Однако недостаток продовольствия, а также вспышки эпидемий в армии заставили Миниха отступить. В том же году донская армия из 28 тысяч человек под предводительством генерал-фельдмаршала Петра Ласси с помощью Донской флотилии взяла Азов.
В 1737 году армия Миниха, не дожидаясь подхода Днепровской флотилии, взяла Очаков. Армия Ласси, к тому времени увеличившаяся до 40 тысяч человек, одновременно вторглась в Крым, нанеся армии крымского хана ряд поражений и захватив Карасубазар. Но и она была вскоре вынуждена покинуть Крым из-за недостатка снабжения.
Осмелев на фоне российских побед, в июле 1737 года Австрия объявила войну Турции, однако довольно скоро потерпела ряд поражений. Таким образом, её вступление в войну лишь усугубило ситуацию для союзников и укрепило позиции Турции.
В августе Россия, Австрия и Турция начали мирные переговоры в Немирове, оказавшиеся, однако, безрезультатными. В течение 1738 года существенных военных действий не велось, однако русской армии пришлось оставить Очаков и Кинбурн из-за вспышки чумы.
В 1739 году после разгрома турецких войск в Ставучанском сражении, русская армия захватила Хотин и Яссы.
В сентябре 1739 года был заключён Белградский мирный договор. По договору, Россия приобретала Азов, но обязывалась срыть все находящиеся в нём укрепления. Кроме того, ей запрещалось иметь флот на Чёрном море, а для торговли на нём должны были использоваться турецкие суда. Таким образом, задача выхода к Чёрному морю практически не была решена.

### 1768—1774 годы
Воспользовавшись тем, что отряд считавших себя русскими и на русской службе колиев, преследуя польских мятежников, вошёл в город Балта, вторгнувшись таким образом на территорию Османской империи, султан Мустафа III объявил России войну 25 сентября 1768 года.
В 1769 году турки перешли Днестр, но были отброшены армией генерала Голицына. Русские войска, взяв Хотин, к зиме 1770 года вышли к Дунаю.
В 1770 году в Средиземное море прибыла эскадра Балтийского флота России под командованием графа Алексея Орлова. Оказав помощь восставшим грекам Пелопоннеса, она уничтожила османский флот в Чесменском сражении. В этом же году русская армия нанесла поражение туркам у Рябой Могилы, Ларги и наконец разгромив огромную турецкую армию в одном из крупнейших сражений XVIII века битве при Кагуле.
В 1771 году русская армия под командованием князя Василия Долгорукого заняла Крымский полуостров. Крымское ханство объявило о своей независимости и перешло под протекторат Российской империи.
Весь 1772 год и начало 1773 года в Фокшанах и Бухаресте шли мирные переговоры, но так как Турция, подстрекаемая французским послом, не соглашалась на признание независимости Крымского ханства, то весной 1773 года война возобновилась.
В 1773 году русская армия неудачно попыталась овладеть Силистрией, однако разбила турок в сражении при Кайнарджи.
После победы русской армии под командованием Суворова у Козлуджи в 1774 году турки согласились на мирные переговоры, и 21 июля был подписан Кючук-Кайнарджийский мирный договор.
Согласно мирному договору Крымское ханство было объявлено независимым от Османской империи. Россия получила Большую и Малую Кабарду, Азов, Керчь, Еникале и Кинбурн, с прилегавшей к нему степью между Днепром и Южным Бугом.

### 1787—1791 годы
В 1783 году Россия присоединила Крым. В 1787 году Османская империя объявила войну России, но турецкие приготовления к ней были неудовлетворительными, а время выбрано неподходящее, так как Россия и Австрия незадолго до этого заключили военный союз, о котором турки узнали слишком поздно. Начальные успехи турок против австрийцев в Банате вскоре сменились неудачами в военных действиях против России. После долгой осады армией фельдмаршала Потёмкина пал Очаков, весь его турецкий гарнизон был уничтожен. Новость об этом так поразила султана Абдул-Хамида I, что у него случился апоплексический удар и через четыре месяца он умер.
Турецкие генералы демонстрировали свою непрофессиональность, а в армии начались волнения. Походы турок на Бендеры и Аккерман провалились, в одночасье Белград был взят австрийцами. В 1789 году русско-австрийские войска под командованием Суворова разгромили турецкие войска в генеральном сражении при Рымнике.
Вслед за этим Суворов взял крепость Измаил, а на Кавказе русские войска взяли Анапу, что стало следующим звеном в серии турецких поражений.
Несмотря на численное превосходство турецкого флота, Черноморский флот под командованием контр-адмирала Н. С. Мордвинова нанёс ему поражения в серии сражений в Очаковском Лимане и под командованием контр-адмирала М. И. Войновича — в сражении у Фидониси (1788). А после назначения командующим флотом контр-адмирала Ф. Ф. Ушакова — в сражении у Тендры и Калиакрии (1790).
Новому султану Селиму III хотелось восстановить престиж своего государства хотя бы одной победой, прежде чем заключить с Россией мирный договор, но состояние турецкой армии не позволяло надеяться на это. В итоге Османская империя в декабре 1791 года была вынуждена подписать Ясский мирный договор, закрепляющий Крым и Очаков за Россией, а также отодвигавший границу между двумя империями до Днестра.

### Общие оценки
Потери Турции в войнах XVIII века были очень велики. В войнах с Россией турки понесли в несколько раз большие потери, чем русские; военная техника и военное искусство турок в этом столетии уже начали уступать европейским армиям. В результате огромная турецкая армия численностью в 280 тыс. человек не приносила Турции побед в войне. В отдельных битвах турки несли жестокие поражения. В 1737 году при штурме Очакова было убито 17 тыс. турок, тогда как русские войска потеряли во много раз меньше. В 1770 году русские разгромили турецкую армию в Кагульском сражении, где потери турок составили 20 тысяч убитыми и ранеными. В 1787 году Суворов разгромил турецкий десант, высадившийся у Кинбурна: из 6 тыс. турок спаслось лишь 700. В 1790 году во время взятия Измаила было убито 26 тыс. турок. При взятии русскими Очакова в 1788 году турки потеряли 10 тыс. убитыми. Всего в указанных пяти военных операциях было убито 68 тыс. турок. Кроме того, в 34 крупных битвах турок с русскими и австрийцами в XVIII веке турки потеряли 200 тыс. убитыми и ранеными. О том, что войны этого периода приносили огромный урон Турции, говорит также тот факт, что турки принуждали участвовать в боях пленных, рабов и жителей завоёванных областей.

## XIX век

### 1806—1812 годы
Русско-турецкая война 1806—1812 годов проходила в контексте Наполеоновских войн в Европе.
Официально война началась на рубеже 1805 и 1806 годов, когда Османская империя заставила сложить полномочия настроенных дружественно к России господарей Молдавии и Валахии, являвшихся турецкими вассалами. Поначалу, пока отношения с Наполеоном были неясными, Россия не собиралась предпринимать каких-либо военных действий и сосредотачивать большое количество войск на границе, надеясь на мирное урегулирование. Русский флот под командованием адмирала Сенявина успешно действовал в Эгейском море, блокируя черноморские проливы, последовательно разбив турецкий флот в Дарданелльском и Афонском сражениях. Однако, по мере приближения нападения Наполеона на Россию, Россия решилась на быстрое решение проблемы на южных границах. В ходе кампании 1811 года русские разгромили турок в серии сражений на Дунае, и наконец главная турецкая армия была окружена и уничтожена в Слободзейской операции.
Успешная военная кампания российского фельдмаршала Михаила Кутузова заставила османов отказаться от Бессарабии в пользу России, что было закреплено Бухарестским договором 1812 года.

### 1828—1829 годы
В 1827 году между Россией, Англией и Францией была подписана Лондонская конвенция, согласно которой Греции предоставлялась полная автономия. Османская империя отказалась признавать конвенцию.
В том же 1827 году соединённая эскадра России, Великобритании и Франции уничтожила турецкий флот в Наваринском сражении. В апреле 1828 года императором Николаем I была объявлена война Турции, ввиду отказа Порты выполнять прежние двусторонние договорённости (Аккерманскую конвенцию 1826 года).
В ходе этой войны русские войска впервые добрались до Константинополя, преодолев Балканский хребет. На Кавказе русские войска взяли Карс и Эрзурум, на Балканах русские войска разбили турецкие войска в Кулевчинском сражении, взяли Варну и Адрианополь. После успешных действий русской армии на Балканах и в Закавказье в сентябре 1829 года между двумя сторонами был подписан Адрианопольский мир, согласно которому:
- Турция признавала Лондонскую конвенцию 1827 года о предоставлении автономии Греции.
- к России перешла бо́льшая часть восточного побережья Чёрного моря (включая города Анапа, Суджук-кале, Сухум) и дельта Дуная.
- Османская империя признавала российское верховенство над Грузией и частями современной Армении.
- Сербии предоставлялась автономия. Обеспечивалась автономия Дунайских княжеств.
- Российской империи позволялось занять Молдавию и большую часть Валахии до тех пор, пока турки не оплатят обширные контрибуции[1][2][24].

### Крымская война (1853—1856)
Война Российской империи с коалицией Британской империи, Французской империи, Османской империи и Королевства Сардиния за Османское наследие, господство в бассейне Чёрного моря, на Кавказе и на Балканах.
В начале войны русскому флоту удалось одержать крупную победу над турецким в бухте Синопа. Однако после вступления в войну союзников ситуация переменилась. В ходе последовавших боевых действий, союзникам удалось, используя технологическую отсталость российской армии и флота, произвести успешную высадку в Крыму десантного корпуса, нанести российской армии ряд поражений и после годичной осады захватить Севастополь — главную базу российского Черноморского флота. В то же время десант союзников на Камчатке потерпел неудачу. На кавказском фронте российским войскам удалось нанести ряд поражений турецкой армии и захватить Карс. Неудачный для России ход войны вынудил её пойти на мирные переговоры. Подписанный в 1856 году Парижский мирный договор потребовал от России уступки Османской империи южной Бессарабии и устья реки Дунай. Провозглашались нейтральность и демилитаризация Чёрного моря, проливов Босфор и Дарданеллы. Россия и Турция лишались права иметь флот на Чёрном море.

### 1877—1878 годы
Война между Российской империей и союзными ей балканскими государствами с одной стороны и Османской империей с другой. Была вызвана прежде всего подъёмом националистических настроений на Балканах. Жестокость, с которой было подавлено Апрельское восстание в Болгарии, вызвала сочувствие к положению христиан в Османской империи в Европе и особенно в России. Попытки мирными средствами улучшить положение христиан были сорваны упорным нежеланием турок идти на уступки Европе (см: Константинопольская конференция), и в апреле 1877 года Россия объявила Турции войну.
В ходе последовавших боевых действий русской армии удалось, пользуясь пассивностью турок, провести успешное форсирование Дуная, захватить Шипкинский перевал и, после пятимесячной осады, принудить турецкую армию к капитуляции в Плевне. Последовавший рейд через Балканы, в ходе которого русская армия разбила турецкие армии при Шейново и Пловдиве, и остановилась в нескольких километрах от Константинополя. Османская империя признала поражение по Сан-Стефанскому мирному договору, лишившему Турцию практически всех территорий в Европе. Однако условия договора вызвали недовольство Великобритании и Австрии, которые не желали усиления России. На состоявшемся летом 1878 года Берлинском конгрессе был подписан Берлинский трактат, предусматривающий возврат России южной части Бессарабии и присоединение Карса, Ардагана и Батума. Восстанавливалась независимость Болгарии; увеличивались территории Сербии, Черногории и Румынии, а турецкая Босния и Герцеговина оккупировалась Австро-Венгрией.

### Гуманитарные аспекты
В XIX веке на фоне политического противостояния Российской и Османской империй происходило массовое перемещение населения между странами. Эмиграция с Кавказа и Крыма своего пика достигла между Крымской войной и войной 1877―1878 годов. Американский историк Марк Пинсон описывал это противостояние как «демографическую войну». Обе державы периодически обменивались подданными. Власти Османской империи добивались переселения мусульман приграничных территорий России, чтобы укрепить за их счёт наиболее уязвимые районы своего фронтира на Балканах, в Малой Азии и на Ближнем Востоке. В свою очередь, Россия принимала и расселяла на своих пограничных землях уходившее с территории Османской империи христианское население, прежде всего армян и разные православные меньшинства, укрепляя ими свои южные границы, в том числе на Северном Кавказе и в Закавказье.

## XX век

### Кавказский фронт Первой мировой войны
В ходе Первой мировой войны Российская и Османская империи оказались в противоборствующих лагерях. Россия входила в Антанту, Турция — в Четверной союз, что и предопределило конфликт между государствами. В конце 1914 года турки начали наступление на территорию России. В районе Сарыкамыша (ныне Турция) русская Кавказская армия окружила и полностью разгромила наступавшую на российское Закавказье 3-ю турецкую армию генерала Энвер-паши. Турки потеряли до 90 тыс. человек и свыше 60 орудий. Кавказская российская армия потеряла 20 тыс. человек убитыми, ранеными, больными. В ходе дальнейшего наступления русской армии, турки были разгромлены в Эрзурумском сражении. Русскими были взяты Эрзурум и Трапезунд. Турки перешли в контрнаступление с целью вернуть утраченные территории, но потерпели поражение под Эрзинджаном. В середине 1916 года русские войска разгромили турецкую армию в Огнотском сражении, после чего боевые действия практически прекратились, вплоть до 1918 года.
К началу 1917 года, Русские войска продвинулись в глубь Османской империи, овладев важнейшими и крупнейшими городами — Ваном, Эрзерумом, Трапезундом, Мушем и Эрзинджаном.
Помимо восточной Турции боевые действия между русскими и османскими войсками велись на территории Персии. В ходе Персидской кампании 1914—1916 годов русская армия одержала победу и выбила турецкие войска из Персии. В рамках Персидской кампании 1-й Кавказский кавалерийский корпус (бывш. Экспедиционный кавалерийский корпус) генерал-лейтенанта Н. Н. Баратова к концу года вышел на линию Сулеймание — Керинд, заняв следующие крупные города: Хой, Тавриз, Дильман, Казвин, Хамадан, Исфаган, Ханекин, Керманшах и Кум.
Россия ускоренными темпами восстанавливала свой военный потенциал и готовилась к проведению весенне-летней кампании 1917 года.
После Февральской революции фронт начал разлагаться. В 1918 году, в результате Октябрьской революции в России и сепаратного выхода России из войны, фронт прекратил своё существование. В результате кризиса центральной власти Закавказский комиссариат не смог удержать рубежи, турецкие и союзные им германские войска заняли часть Закавказья. При этом Турция заключила мирный договор с Республикой Армения. После поражения центральных держав в Первой мировой войне Закавказье было оккупировано Антантой, а большевики денонсировали Брестский договор. Османская империя фактически распалась.
После завершения Гражданской войны в России и войны за независимость Турции в 1921 году между РСФСР и Турцией был заключён Московский договор, по которому Турции отошли города Карс, Ардаган, область Сурмалу с горой Арарат.
- Изменения линии фронта и боевые действия в ноябре 1914 — сентябре 1916 гг.
- Территория Западной Армении, занятая русскими войсками к лету-осени 1916 г. Журнал Нива № 31 — 1916 г.

### Память
- Мемориальный комплекс «Казакам — героям», посвящённый русским казакам — участникам Русско-персидских и Русско-турецких войн. Ереван, Армения
- Мемориальный комплекс «Холм чести» и Церковь Святого Архангела Михаила, Гюмри, Армения
- Мемориальная стена на территории комплекса. «На этом некрополе преданы земле 155 офицеров Русской армии, погибших в боях за Карс, сотни других воинов - освободителей армянской земли, чьи имена история до нас не донесла»